# Ophiuraster perissus
Ophiuraster perissus är en ormstjärneart som beskrevs av Hubert Lyman Clark 1939. Ophiuraster perissus ingår i släktet Ophiuraster och familjen fransormstjärnor. Inga underarter finns listade i Catalogue of Life.